# Mnemosyne frontistriata
Mnemosyne frontistriata är en insektsart som beskrevs av Van Stalle 1987. Mnemosyne frontistriata ingår i släktet Mnemosyne och familjen kilstritar.
Artens utbredningsområde är Ecuador. Inga underarter finns listade i Catalogue of Life.